# Kourosh Khani

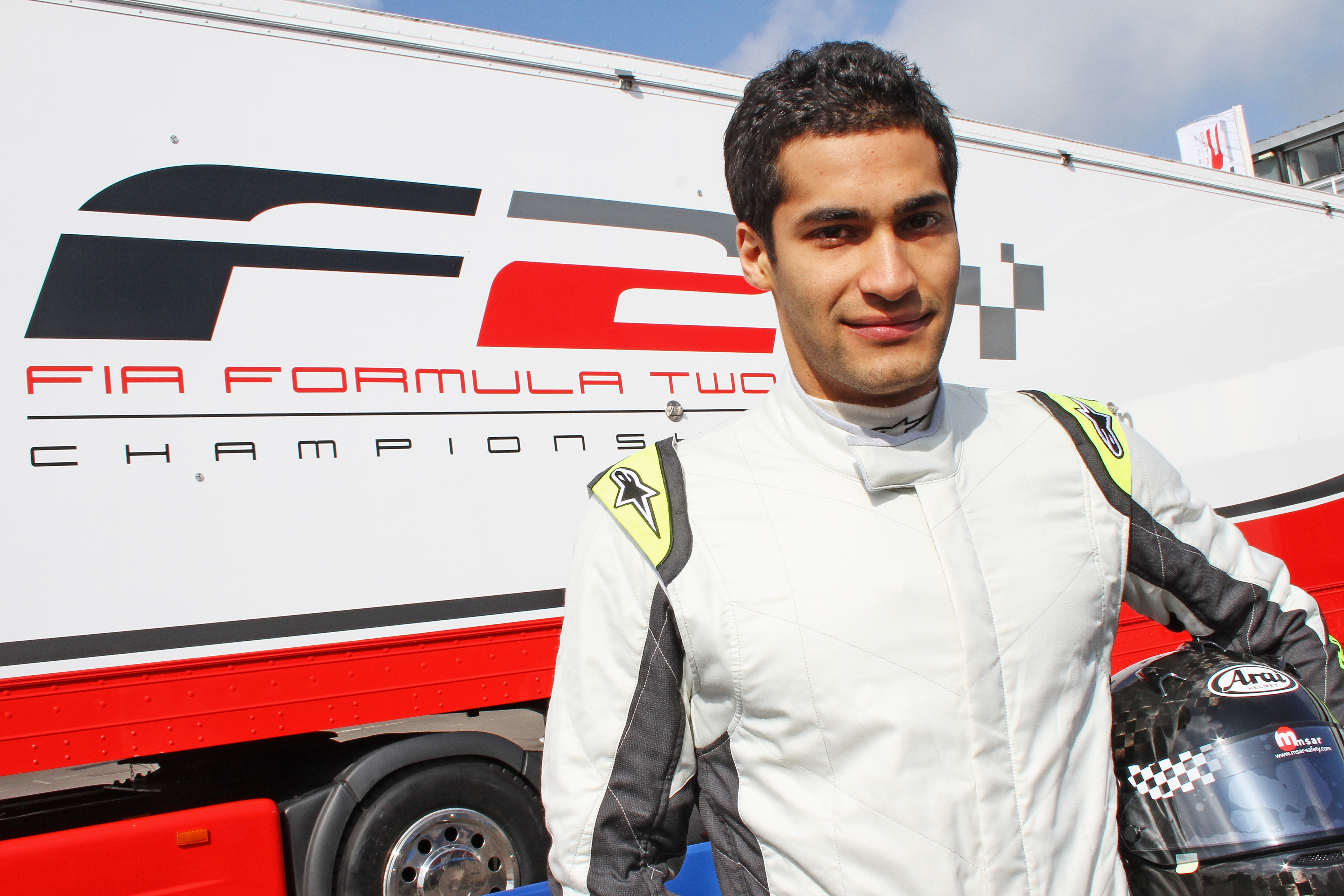
Kourosh Khani

Kourosh Khani (Mashhad, 3 juli 1989) is een Iraans autocoureur.

## Carrière
Khani begon zijn motorsportcarrière op achtjarige leeftijd. Zijn vader beïnvloedde hem in deze tak van sport. Hij was zelf een motorcrosser en heeft een leidinggevende positie in de Iraanse motorsportbond. In 2007 stapte hij over naar het formuleracing en reed in de Britse Formule Ford. In 2008 stapte hij over naar de Formule Renault BARC voor het team Welch Motorsport, waarvoor hij zestiende werd in het hoofdkampioenschap en derde in het winterkampioenschap. In het winterkampioenschap won hij zijn eerste Formule Renault-race. In de volgende twee seizoenen bleef Khani in het BARC-kampioenschap rijden, waar hij in beide seizoenen achtste werd. Daarnaast reed hij in 2009 een race in de Britse Ginetta C50 Cups, zijn eerste ervaring bij de toerwagens. In 2011 wisselde Khani in het BARC-kampioenschap naar Scorpio Motorsport. Hij won één race en eindigde als vierde in het kampioenschap.
In 2012 heeft Khani een zitje in de Formule 2. Hij is hiermee de eerste Iraniër in dit kampioenschap.